# Anyphops civicus
Anyphops civicus là một loài nhện trong họ Selenopidae.
Loài này thuộc chi Anyphops. Anyphops civicus được George Newbold Lawrence miêu tả năm 1940.